# منتخب توغو لكرة اليد للسيدات
منتخب توغو لكرة اليد للسيدات هو الممثل الرسمي لتوغو في رياضة كرة اليد. شارك في بطولة أفريقيا لكرة اليد للسيدات مرتين وكانت المشاركة الأولى في سنة 1979، كان أفضل مركز له فيها هو السابع.